# Ávila (stacja kolejowa)
Ávila – stacja kolejowa w Ávila, we wspólnocie autonomicznej Kastylia i León, w prowincja Ávila, w Hiszpanii. Stacja znajduje się na linii Madryt-Valladolid-Irún i Madryt-Salamanka. Znajdują się tu 2 perony.